# Welf VII.

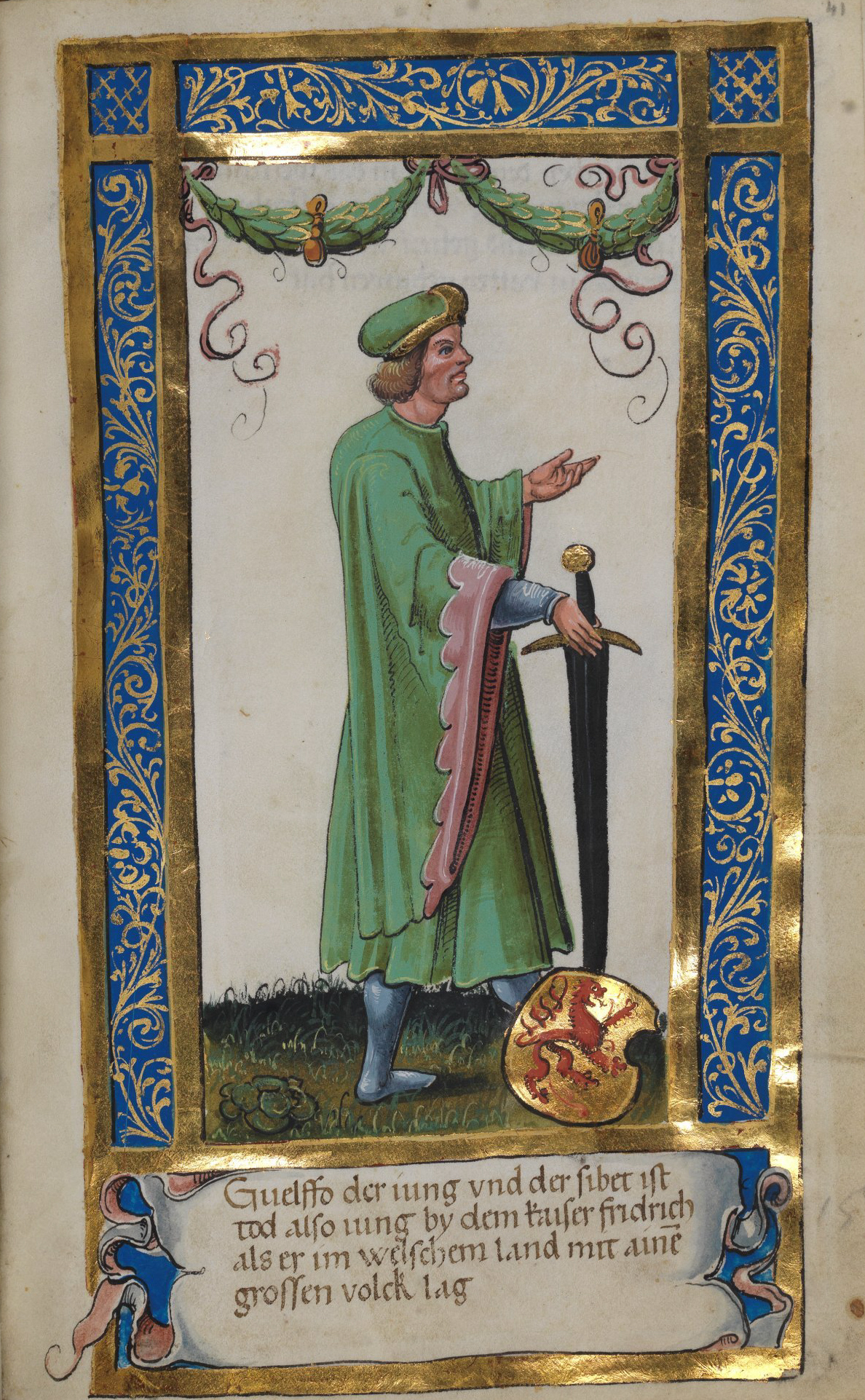
Welf VII. im Weingartener Stifterbüchlein, um 1510

Welf VII. (* um 1140; † 11./12. September 1167 in Siena), aus dem Geschlecht der Welfen, Graf von Altdorf, war der einzige überlebende Sohn von Welf VI. und Uta von Schauenburg.
Ab 1154 nahm er an den Italienfeldzügen Friedrichs I. Barbarossa gegen den Papst in Rom teil. In Vertretung seines Vaters beaufsichtigte er dessen italienische Besitzungen. Mit dem Pfalzgrafen Hugo II. von Tübingen stritt er sich in der Tübinger Fehde, triumphierte jedoch erst nach der Intervention durch seinen Vater Welf VI. und Kaiser Friedrich I. 1167 war er Teilnehmer der Schlacht bei Tusculum. Welf VII. nahm auch an der Belagerung Roms durch Friedrich Barbarossa teil. Nach der Eroberung der Stadt wütete am 2. August ein schweres Unwetter, das das Lager der kaiserlichen Truppen schwer beschädigte und in dessen Folge eine schwere Seuche im Heer ausbrach. Diese wurde und wird häufig als Malaria identifiziert, es handelte sich aber höchst wahrscheinlich um eine hochinfektiöse Ruhrepidemie. Der schnelle Abzug des Heeres konnte die Ausbreitung der Krankheit nicht verhindern. Welf VII. starb am 12. September 1167 in Siena an der Seuche.
Welf VII. liegt wie sein Vater im Kloster Steingaden in der Klosterkirche St. Johannes Baptist begraben.